# Domul din Salzburg
Domul din Salzburg (în germană Salzburger Dom) este catedrala Arhiepiscopiei de Salzburg. Forma actuală datează din secolul al XVII-lea, în stil baroc. Edificiul are hramul sfinților Rupert de Salzburg și Virgil. 
În această biserică a fost botezat Wolfgang Amadeus Mozart. În corul de băieți al Catedralei din Salzburg a cântat la începutul anilor 1700 și viitorul compozitor Anton Diabelli.

## Istoric

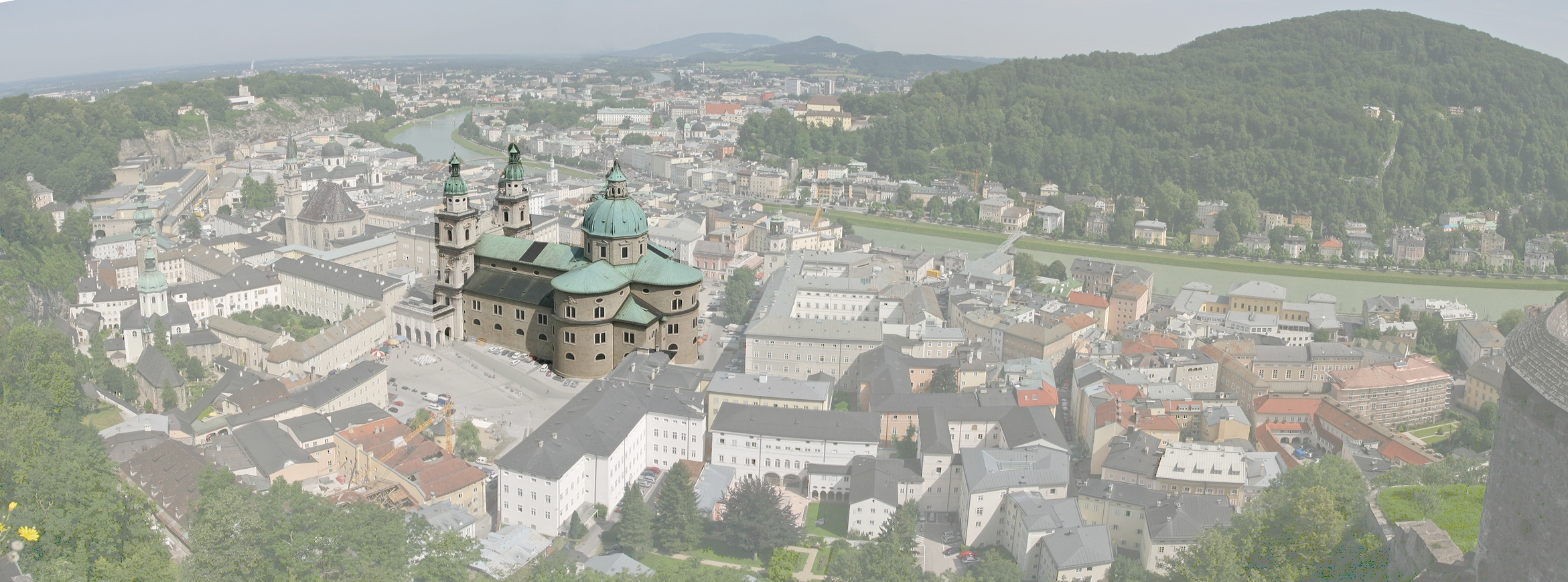
Locaţia catedralei

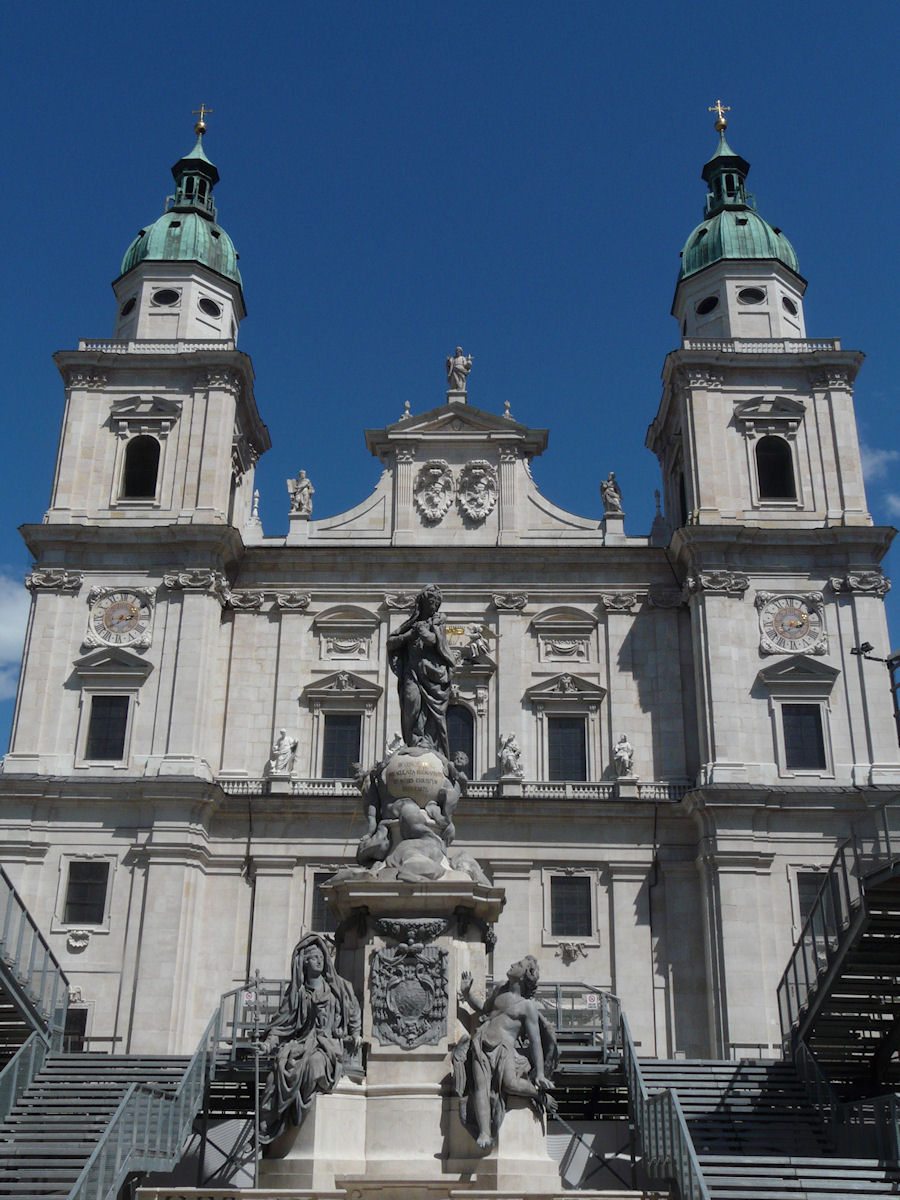
Faţada Catedralei din Salzburg

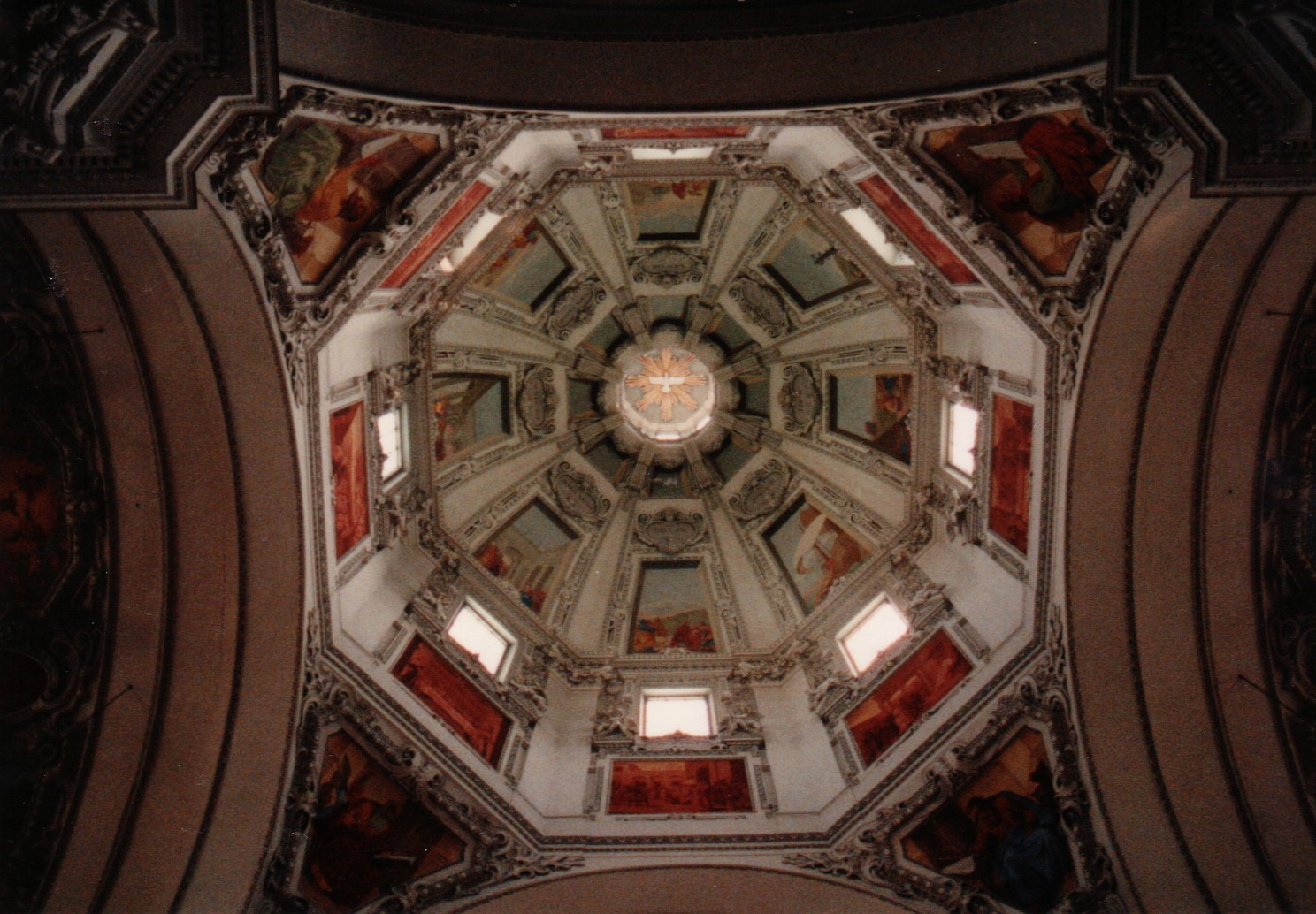
Cupola catedralei

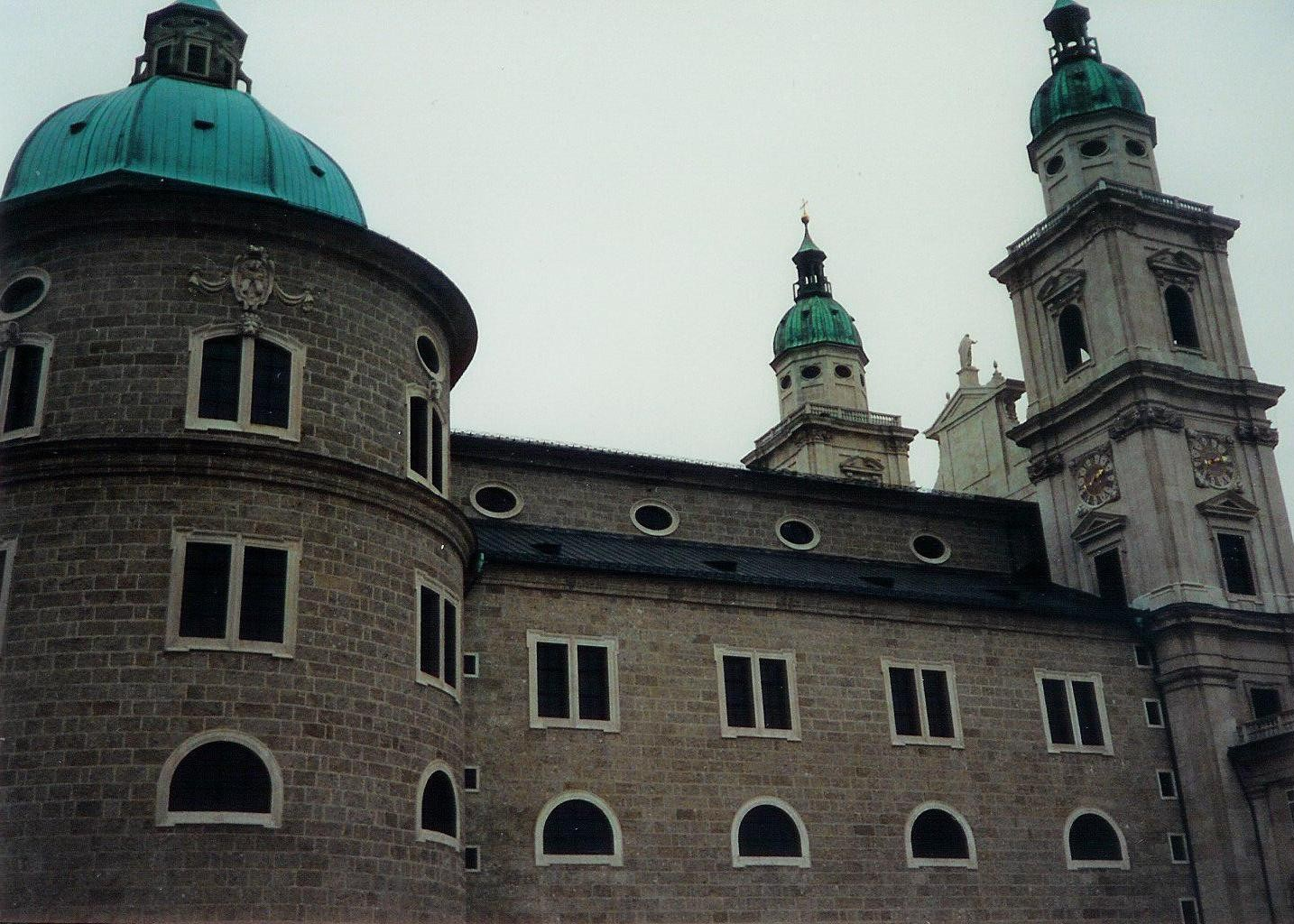
Vedere dinspre nord

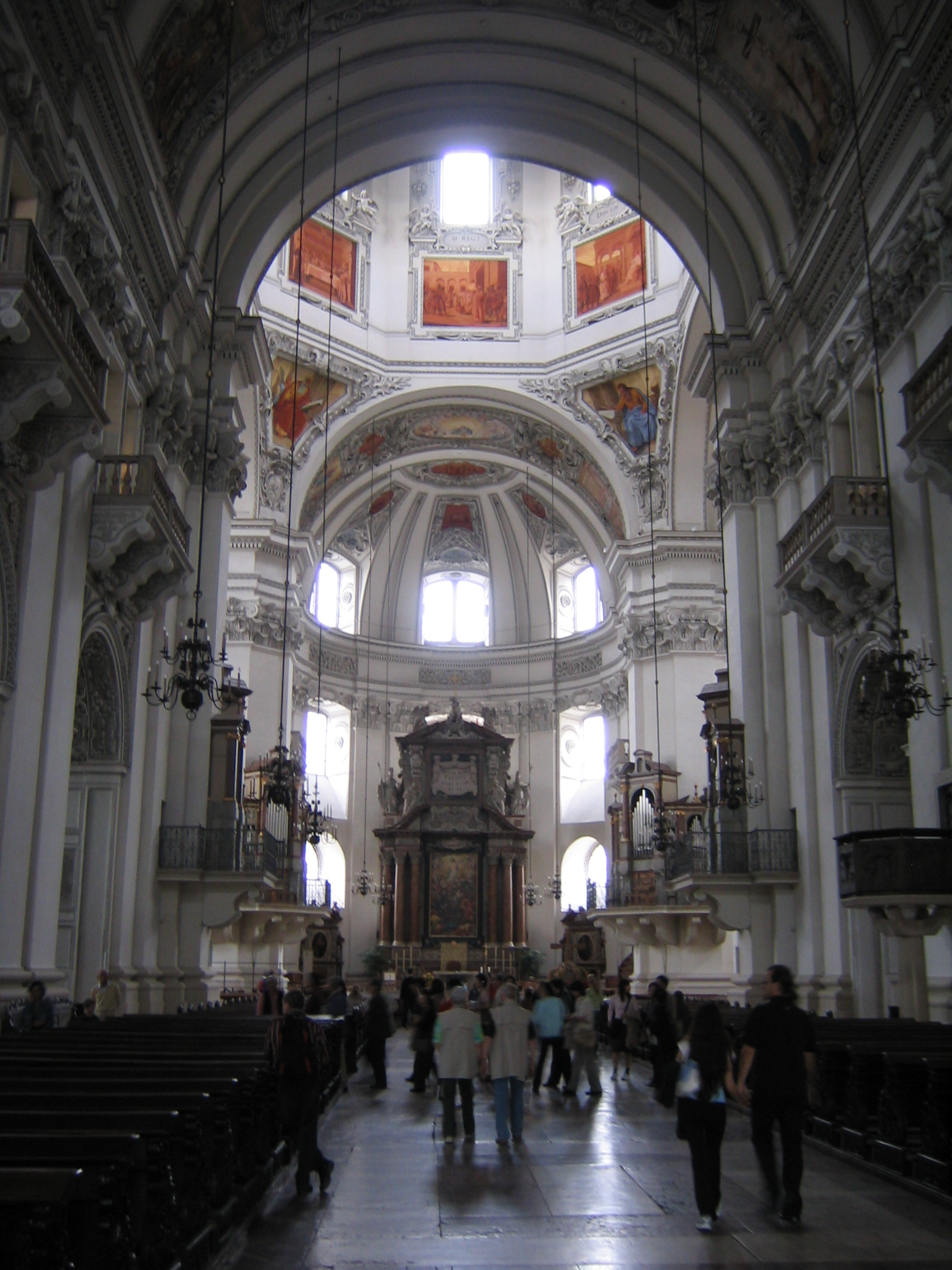
Interiorul catedralei

Prima catedrală a fost construită în timpul sfântului Virgil de Salzburg (745-784), probabil pe fundațiile unei biserici construite de Sf. Rupert. Primul dom a fost menționat în 774. Așa numita „catedrală a lui Virgil” a fost construită în anii 767-774 și avea 66 de metri lungime și 33 de metri lățime.
Arhiepiscopul Arno (785–821) a fost primul care a dispus renovarea domului, lucrările durând mai puțin de 70 de ani. În 842 clădirea a ars după ce a fost lovită de un fulger. Trei ani mai târziu s-a început reconstruirea catedralei.
În perioada 1000-1020, în timpul păstoririi arhiepiscopului Hartwig (991–1023), a fost construit un cor cu o criptă înspre vest. Sub arhiepiscopul Konrad I (1106-1147), au fost construite turnurile de pe latura de vest.
Această biserică originală a experimentat, astfel, cel puțin trei campanii de construiri și reconstruiri extensive la începutul Evului Mediu, rezultând în final o bazilică romanică. În 1598 bazilica a fost grav avariată, iar după mai multe încercări eșuate de restaurare și reconstrucție prințul-arhiepiscop Wolf Dietrich (arhiepiscop în perioada 1587–1612) a ordonat demolarea clădirii. Wolf Dietrich a fost un protector și susținător al arhitecturii baroce moderne din Italia, pe care a văzut-o în special la Roma. El a dispus construirea în apropiere a clădirii Alte Residenz, care este în prezent anexată la catedrală.
Wolf Dietrich l-a angajat pe arhitectul italian Vincenzo Scamozzi să pregătească un plan pentru o clădire nouă și mai încăpătoare în stil baroc. Construcția a început abia în timpul lui Markus Sitticus von Hohenems (1612-1619), succesorul lui Wolf Dietrich, care a pus piatra de temelie a noii catedrale în anul 1614. Catedrala actuală, proiectată de Santino Solari, care a schimbat fundamental planul inițial al lui Scamozzi, a fost finalizată în mod remarcabil în mai puțin de 15 ani, fiind terminată în jurul anului 1628. La consacrarea sa din data de 24 septembrie 1628, 12 coruri poziționate în galeriile de marmură ale catedralei au cântat un Te Deum compus de Stefano Bernardi, capelmaistru la curtea din Salzburg. 
În secolul al XVIII-lea capelmaistru al domului a fost compozitorul Michael Haydn.

## Vestigii
Actuala catedrală din Salzburg este construită parțial pe temeliile bazilicii vechi. Pietrele de temelie ale bisericii anterioare pot fi văzute în Domgrabungen, un sit arheologic aflat sub catedrală, care are, de asemenea, mozaicuri și alte artefacte găsite aici când aici s-a aflat forumul orașului roman Juvavum. Un alt obiect care s-a aflat în clădirea veche a bisericii este o cristelniță în stil gotic din secolul al XIV-lea. Moaștele Sfântului Rupert au fost transferate aici atunci când catedrala a fost finalizată. 
Biserica are 142 de metri lungime și 33 de metri înălțime până la cupolă. Stilul baroc al catedralei poate fi observat în altar și în naos.
Catedrala din Salzburg a fost deteriorată în timpul celui de-al doilea război mondial, atunci când o singură bombă a căzut prin cupola centrală. Reparațiile au avut loc destul de lent, dar restaurarea a fost finalizată pe la 1959.